# Hydatoscia
Hydatoscia là một chi bướm đêm thuộc họ Geometridae.